# Сан Бернардо (Сондрио)
Сан Бернардо (итал. San Bernardo) је насеље у Италији у округу Сондрио, региону Ломбардија.
Према процени из 2011. у насељу је живело 79 становника. Насеље се налази на надморској висини од 1108 м.